# Pingwin szczotkoczuby
Pingwin szczotkoczuby, skocz szczotkoczuby (Eudyptes sclateri) – gatunek dużego ptaka z rodziny pingwinów (Spheniscidae), zamieszkujący wody i wyspy Pacyfiku na południe i południowy wschód od głównych wysp Nowej Zelandii. Zagrożony wyginięciem.
SystematykaBlisko spokrewniony z pingwinem grubodziobym (E. pachyrhynchus), niekiedy bywał nawet uznawany za jego podgatunek. Nie wyróżnia się podgatunków. Naukowa nazwa gatunku upamiętnia angielskiego zoologa Philipa Lutleya Sclatera.
Zasięg występowaniaObecnie gnieździ się jedynie na należących do Nowej Zelandii Wyspach Antypodów i Bounty; w XX wieku odnotowywano nieliczne lęgi na wyspach: Campbella, Disappointment, Auckland i na Wyspie Południowej. Poza sezonem lęgowym spotykany także na innych wyspach subantarktycznych, takich jak Wyspa Campbella czy Wyspy Snares, a także na wybrzeżach głównych wysp Nowej Zelandii i na Wyspach Chatham. Poza terytorium Nowej Zelandii obserwowany był wzdłuż południowych wybrzeży Australii, na Wyspach Kerguelena, a nawet na Falklandach.

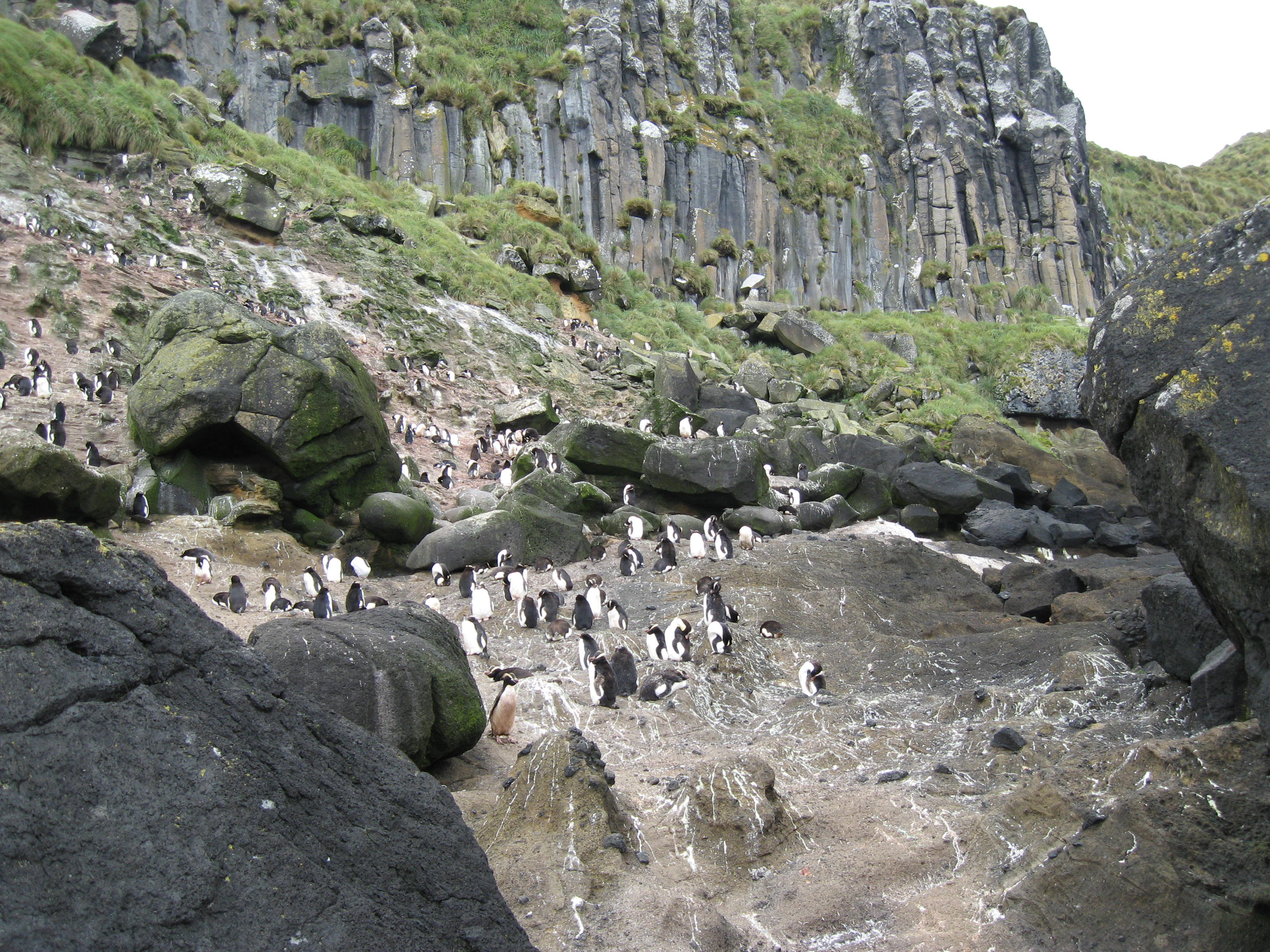
Kolonia pingwinów szczotkoczubych na Wyspach Antypodów

MorfologiaPosiada długi brązowopomarańczowy dziób i biało-czarne upierzenie. Szeroki, jasnożółty pasek brwiowy rozciąga się nad okiem, tworząc krótki, wyprostowany grzebień. Ma od 50 do 70 cm wysokości i waży od 2,7 do 5,2 kg (maksymalnie 6,5 kg przed pierzeniem). Samce są na ogół większe od samic.
Ekologia i zachowanieGnieździ się w dużych i gęstych koloniach liczących tysiące par, na terenie skalistym. Składanie jaj ma miejsce na początku października i trwa 3–5 dni. U jaj tego gatunku występuje największy wśród ptaków dymorfizm – drugie jajo składane przez samicę jest o 17–138% (średnio 81%) większe od pierwszego. Niemal wszystkie pary tracą pierwsze, małe jajo mniej więcej w czasie, gdy składane jest drugie; często ptaki celowo usuwają pierwsze jajo z gniazda; powód takiego zachowania nie jest znany. Wysiadywaniem zajmują się na przemian oboje rodzice. 2–3 dni po wykluciu samica odchodzi i zostawia opiekę nad gniazdem samcowi. Okres pilnowania gniazda trwa 3–4 tygodnie, w tym czasie samiec pości, a samica codziennie odwiedza gniazdo, by nakarmić młode zwróconym pokarmem. Młode są opierzone i gotowe opuścić wyspę zwykle w lutym.
Skład diety pingwina szczotkoczubego nie został poddany badaniom, lecz prawdopodobnie żywi się on krylem, kałamarnicami i rybami.
StatusMiędzynarodowa Unia Ochrony Przyrody (IUCN) uznaje pingwina szczotkoczubego za gatunek zagrożony wyginięciem (EN – Endangered) nieprzerwanie od 2000 roku; wcześniej, od 1994 roku miał status gatunku narażonego na wyginięcie (VU – Vulnerable). Liczebność światowej populacji w 2011 roku szacowano na około 150 tysięcy dorosłych osobników. Trend liczebności populacji jest malejący. Gwałtowne spadki liczebności odnotowano od połowy lat 70. do połowy lat 90. XX wieku, później spadek liczebności wyraźnie spowolnił.